# Bernathonomus minuta
Bernathonomus minuta är en fjärilsart som beskrevs av Lúcia Maria de Campos Fragoso 1953. Bernathonomus minuta ingår i släktet Bernathonomus och familjen björnspinnare. Inga underarter finns listade i Catalogue of Life.